# Гинзбург, Ольга Леонтьевна
Ольга Леонтьевна Гинзбург (6 июня 1913 — 18 февраля 1990 год) — советская художница, график, преподаватель, член Союза художников СССР (1938).

## Биография
Родилась 6 июня 1913 года на станции Тайга Томской губернии. Жила в Ачинске (1914—1929). Окончила среднюю школу, затем — факультет живописи Омского художественно-педагогического техникума имени М. Врубеля, после чего вела обучение в одной из новосибирских школ. Преподавательскую работу совмещала с участием в выставках Союза художников города.
С 1939 года — работник кооперативного товарищества художников (будущий Художественный фонд РСФСР).
Принимала активное участие в создании плакатов ТАСС, ездила в сельскую местность, посещала героев войны и тружеников тыла, с которых писала портреты.
После Великой Отечественной войны училась в Москве на курсах повышения квалификации (мастерская Б. В. Иогансона), которые окончила в 1940-х годах.
С 1956 года начала участвовать в республиканских, а впоследствии и во всесоюзных выставках. Произведения художницы экспонировались в различных городах, включая Москву (выставка на тему Сибири и Дальнего Востока в Центральном выставочном зале). Персональные экспозиции устраивались в 1965, 1972, 1973, 1977 и 1983 годах.
В 1970-х годах преподавала в студии, организованной при Доме архитекторов.

## Произведения
В своём творчестве художница уделяла много внимания женским образам («Ткачихи», «Ковровщица из Бахардена», «Девушка из Байрам-Али» и т. д.). Даже в служебной или рабочей одежде персонажи сохраняют женственность («Медсестра Нина», «Бригада в рыбсовхозе»). Во многих произведениях выражена её любовь к детям.
Картины, выполненные в 1961 году в Литве, удачно передают жизнь Балтийского региона, его рыбацких поселений и портовых городов («Улица в Паланге», «В Кретинге», «Клайпеда – Старый пирс»).
Работы Гинзбург хранятся в Новосибирском государственном художественном музее,  музеях Новосибирской области и частных собраниях города.